# Pavich Imre
Budai Pavich Imre (Buda, 1716. január 7. – Buda, 1780. április 15.) ferences szerzetes.

## Élete
A gimnáziumot szülővárosában végezte, majd a ferences rendbe lépve bölcseletet és teológiát hallgatott. Miután fölszentelték, hitszónoknak ment Bácsra, majd Bajára, ahol két évig bölcseletet, és Budára, ahol kilenc évig teológiát tanított. A Budáig terjedő Bosnia-Argentina ferences rendtartomány felosztásakor, 1757-ben az újonnan létrehozott, Kapisztrán Szent Jánosról nevezett provincia tagja lett. Kétszer járt Bulgáriában mint a bolgár ferences provincia rendházainak vizitátora.

## Nevezetesebb munkái
- Exemplar encomiorum, commodo seraphicae juventutus donatum a quodam lectore generali, ordinis Seraphici, regularis observantiae, provintiae Bosnae Argentinae. Budae, 1754
- Fragmenta poetica e variis Poeseos exercitationibus concinnata. Uo. 1762
- Descriptio soluta et rythmica regum, banorum caeterorumque heroum Slavinorum seu Illyricorum... Uo. 1764
- Ramus viridantis olivae, in arcam militantis ecclesiae relatus, seu paraphrastica et topographica descriptio provinciae nuper Bosniae Argentinae jam vero S. Joannis a Capisztrano nuncupatae, ordinis minorum observantiae in ditione suae sacrae caesareae et reg. apost. Majestatis, per Ungariam, Slavoniam, Syrmium et Banatum diffusae clientalis obsequii ergo Rev. Patri Josepho Maria de Vedano... oblata. Uo. 1766, rézmetszettel
- Supplementum illyricarum antquitatum illyricis versibus conclusem. Uo. 1768
- Flos medicinae sive scholae salernitanae de conservanda bona valetudine praecepta metrica auctore Janne de Mediolano recenter interpretatione illyrica rythmice illustratus. Pestini, 1768
- Rucsna knjixica, za utiloviti u zakon katolicsanski obrachenike; Za narediti, i na strichno priminutje dovesti bolesnike, i na smert odsugjene; i za. privestina sposanossni zakon razdvojnike... 1769, Uo. (horvát imakönyv)
- Epistole i evangjelja priko svin godishnji i svetkovinah s-dvima mukama Isusa po Matheu, i Ivanu ispisanúna, po uredjenju rimskoga misala... Uo. 1808, czímképpel (epistolák és evangeliumok)